# شهاب‌الدین محمود زنجانی
شهاب‌الدین محمود بن احمد زنجانی (۱۱۷۷ - ۱۲۵۸) زبان‌شناس عربی ایرانی‌ بود که بیشتر عمر در بغداد زیست، در بغداد و مستنصریه درس داد. از آثار اوست : «تفسیر القرآن»، «ترویح الأرواح فی تهذیب الصحاح.»